# クライマックス式蒸気機関車

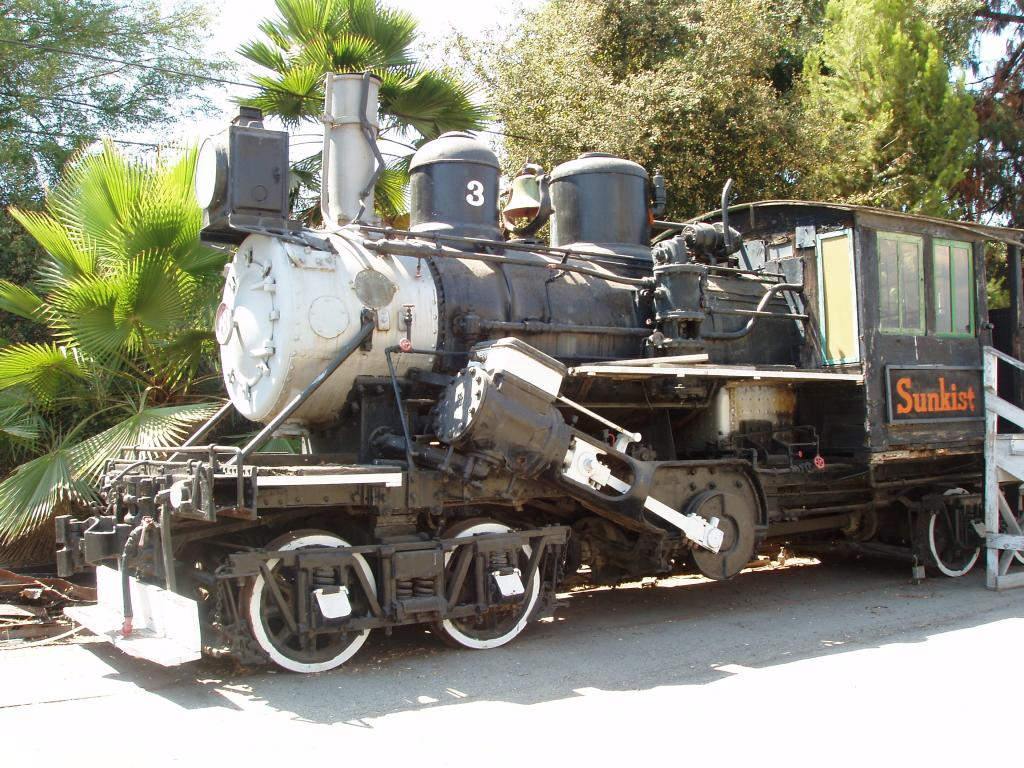
展示されているFruit Growers Number 3号機

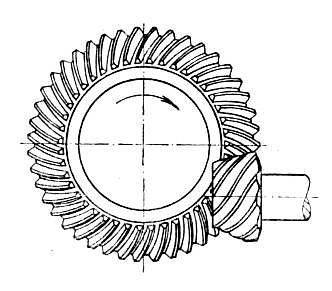
クライマックス式蒸気機関車に使用されるハイポイド歯車

クライマックス式蒸気機関車（クライマックスしき じょうききかんしゃ、Climax locomotive）は、歯車式蒸気機関車の型式のひとつで、2基の蒸気シリンダーとボイラーの中心の下の変速機を備える。この変速機は、伝達軸を介して前部と後部の台車を駆動する。
Rush S. Battlesが1891年に基本設計の特許を取得した。Battlesの設計では水平のシリンダーが2段変速の変速機を介して伝達軸に接続された。伝達軸は車軸のちょうど真上通過するのでそれぞれの車軸に動力を伝達するためにはハイポイド歯車が必要だった。後期型と幾分似たハイスラー式蒸気機関車の設計とは異なり、台車には側面の連接棒が無く、全て剥き出しの歯車で伝達された。Battlesの特許では設計の中心はBクラスのクライマックスになり、彼の特許の図面はクライマックスの紋章が運転席内に見られる。
発明家のCharles D. Scottは以前提案した歯車式機関車で成功しなかったが、1892年と1893年にBattleの台車を改良した派生型の特許を取得した。スコットの1892年の特許はAクラスのクライマックスの原型になった。彼の1892年の特許は歯車の筐体による覆いを含んだ。

全てのクライマックス式機関車はペンシルベニア州コリーのClimax Manufacturing Company (後にClimax Locomotive Works)で生産された。さらにワシントン州シアトルに西海岸の顧客達への機関車の販売と整備を目的とした整備施設が設立された。1888年の生産開始から1928年の生産終了までに1000台から1100台が生産された。
多くの製材業者が運搬能力、安定性、小型でシェイを凌駕していたものの、乗員にとって乗り心地は悪いと考えた。

## 車体
クライマックスは3つのクラスが生産された。:

### クラス A
直立した2気筒エンジンが機関車の中央部にあるのが特徴だった。前後の台車に伝達軸を介して駆動した。機関車の前半分はエンジン部でボイラーが備えられた。少数の車両では縦型のボイラーが備えられ、大型機ではT型ボイラーが備えられた。クラスAは小型の機関車で17トン未満だった。ハイスラーやシェイとは異なり、2段変速式の減速機を備えた。

### クラス B
標準的な機関車であるクラスBはシリンダーがボイラーの両側に備えられ、この配置によってクラスAよりも長く大きなシリンダーを備えることが可能になっている。2本のシリンダーは伝達軸を駆動して長手方向にハイポイド歯車で90°方向を変えて伝達して台車でまた90°方向を変えて駆動する。初期の型式ではシリンダーは水平に配置されたが、後期の型式ではおよそ30°傾斜して設置される。クラスBのクライマックスは中型でおよそ17トン、最大はおよそ60トンだった。

### クラス C
クラスCは炭水車の台車も駆動する3台車の設計だった。全てのクラスCの機関車は傾斜したシリンダーを備えていた。

## 保存機
およそ20輌のクライマックスが北アメリカで保存され、その中でおよそ5輌が動態保存されている。オーストラリアの1653 (Hobart—on display)と1694 (パッフィング・ビリー鉄道で2013年9月8日に動態に復元された)の2輌が動態保存され  数台がニュージーランドに保存される。
ニュージーランドのクライマックスは522号機と1203号機と1317号機と1650号機である。ニュージーランドで保存される7両中4両がクラスBのクライマックスである。

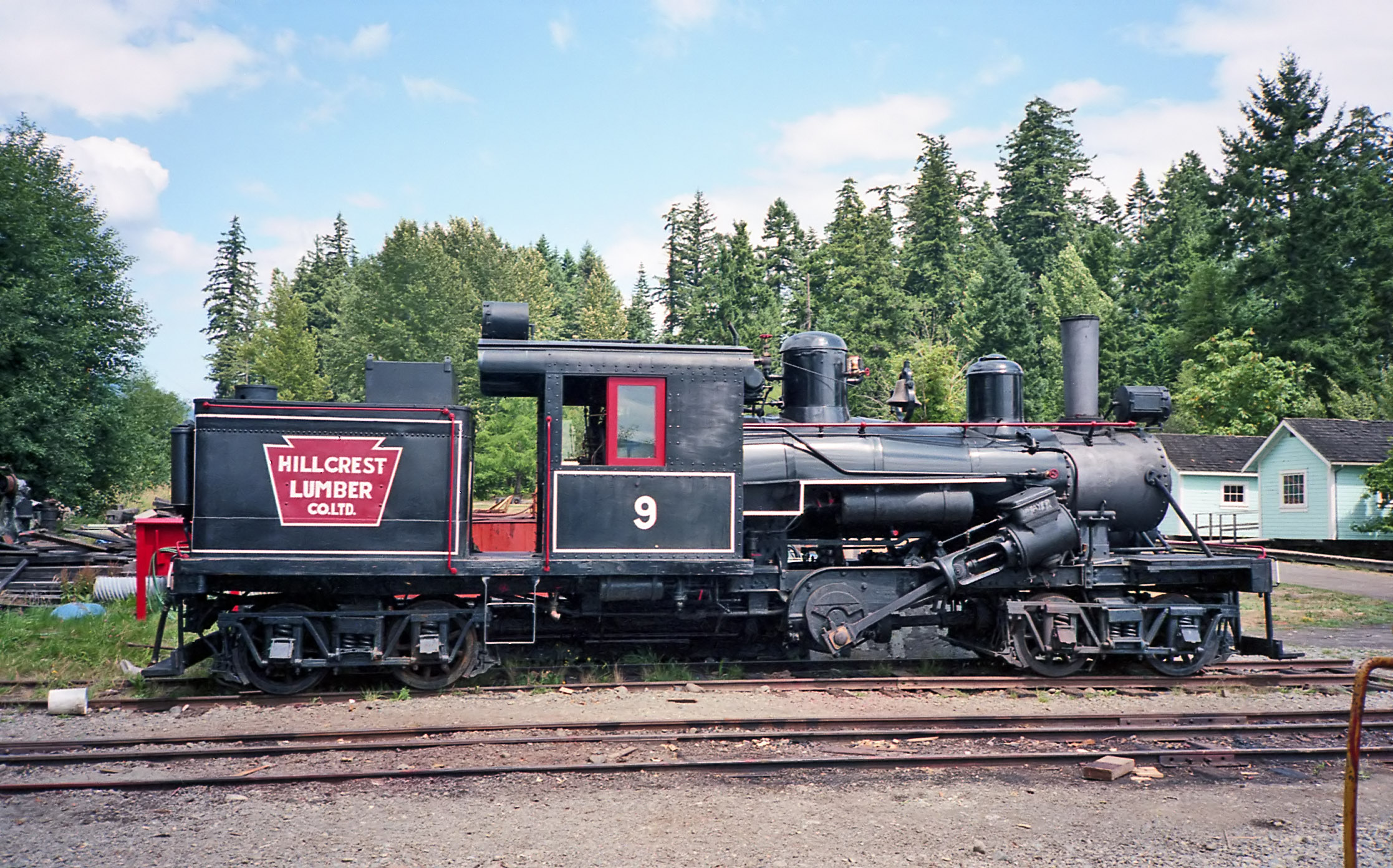
Hillcrest Lumber Co. 9号機はブリティッシュコロンビア州で保存されている。

ペンシルベニア州のコリー歴史博物館では博物館内にクライマックスが展示される。
クライマックス機関車はカナダでも1910年製造のクラスBの1057号機が保存される。Hillcrest Lumber Co. 9号機は1915年に設計された大型の50トンのクラスで1359番目である。

## 改造機
複数のクライマックスのクラスAが後にディーゼルエンジンやガソリンエンジンに換装され、この形態で原型の車台と伝達機構を備えた車両が現存する。

## 文献
- Dennis Thompson; Richard Dunn; Steve Hauff (2002年). The Climax Locomotive. Oso Pub. ISBN 9780964752160
- Kozo Hiraoka (1989年). Building the Climax. Wildwood Publications. ISBN 9780914104131
- 平岡, 幸三「ライブスティームのクライマックス」『鉄道模型趣味』、機芸出版社、1974年8月。
- 平岡, 幸三「鉄道模型技術散策〈10〉1/16・89mmゲージ ギアードロコ・クライマックス」『鉄道模型趣味』、機芸出版社、2009年4月。